# W-kromme

Een typisch voorbeeld van een vlakke w-kromme,
met bron en put

Een w-kromme is een meetkundige kromme in een projectieve ruimte die invariant is onder een groep van projectieve transformaties met één parameter.
W-krommen werden voor het eerst in 1871 onderzocht door Felix Klein en Sophus Lie, die ze ook hun naam gaven. W-krommen kunnen met enkel een liniaal geconstrueerd worden. Vele bekende krommen zijn w-krommen, bijvoorbeeld kegelsneden, logaritmische spiralen, (grafieken van) machten (zoals {\displaystyle y=x^{3}}), logaritmen en de schroeflijn (helix); echter, goniometrische functies zijn bijvoorbeeld geen w-krommen. W-krommen komen veelvuldig voor in het plantenrijk.

## Naam
De letter 'W' komt van het Duitse 'Wurf', dat een rij van vier punten op een lijn betekent. Een eendimensionale w-kromme (dat wil zeggen: de beweging van een punt op een projectieve lijn) is door zo'n rij bepaald.
Het Duitse "W-Kurve" klinkt bijna hetzelfde als "Weg-Kurve", en dat kan in Engels vertaald worden met "path curve". Daarom vindt men in de Engelse literatuur vaak "path curve" of "pathcurve".